# Lento Violento e Altre Storie
Lento Violento e Altre Storie (ili Sporo nasilno i ostale priče) je album talijanskog DJ-a Gigija D'Agostina izdala ga je  2007.  Media Records.
Prodan je u 20 000 primjeraka.

## Pjesme
CD 1
1. Gigi D'Agostino - E Di Nuovo Cambio Casa
2. Gigi D'Agostino - Impressioni Di Settembre (Bozza Grezza)
3. Gigi D'Agostino - L'Uomo Sapiente
4. Gigi D'Agostino - Gigi's Love (Volando)
5. Gigi D'Agostino & Magic Melodien - Vorrei Fare Una Canzone (Gigi D'Agostino Tanz)
6. Gigi D'Agostino - Ginnastica mentale F.M.
7. Gigi D'Agostino & The Love Family - Please Don't Cry (Gigi D'Agostino F.M. Tanz)
8. Lento Violento Man - Passo Folk
9. Gigi D'Agostino - Lo Sbaglio (Orgoglio Mix)
10. Gigi D'Agostino - Arcobaleno
11. Gigi D'Agostino & Ludo Dream - Solo In Te (Gigi D'Agostino F.M. Trip)
12. Gigi D'Agostino - Ho Fatto Un Sogno (F.M.)
13. Gigi D'Agostino - Gioco Armonico
14. Gigi D'Agostino & The Love Family - Viaggetto
15. Gigi D'Agostino & The Love Family - Stand by Me (Gigi D'Agostino & Luca Noise Trip)
16. Dimitri Mazza & Gigi D'Agostino - Il Cammino (Gigi D'Agostino F.M. Tanz)
17. Gigi D'Agostino - Ginnastica Mentale
18. Gigi D'Agostino - Un Mondo Migliore
19. Gigi D'Agostino - Lo Sbaglio (Teatro Mix)

CD 2
1. Gigi D'Agostino - Ininterrottamente
2. Lento Violento Man - Capatosta
3. Lento Violento Man - Pietanza
4. Lento Violento Man - Oscillazione Dag
5. Lento Violento Man - Passo Felino
6. Lento Violento Man - Endis
7. Lento Violento Man - Tira E Molla
8. Lento Violento Man - Raggi Uonz
9. Lento Violento Man - La Batteria Della Mente
10. Lento Violento Man - Passo Folk (Marcia Tesa)
11. Lento Violento Man - Legna Degna (F.M.)
12. Lento Violento Man - Tordo Sordo
13. Gigi D'Agostino & The Love Family - Please Don't Cry (Gigi D'Agostino Tanz)
14. Gigi D'Agostino - Ho Fatto Un Sogno
15. Gigi D'Agostino - Un Mondo Migliore (B Side)
16. Gigi D'Agostino - Voyage (Assaggio Mix)